# マクシム・リトヴィノフ
マクシム・マクシモーヴィッチ・リトヴィノフ（ロシア語: Макси́м Макси́мович Литви́нов, ラテン文字転写: Maxim Maksimovich Litvinov、1876年7月17日 - 1951年12月31日）は、ソビエト連邦の政治家、外交官。外務人民委員（外務大臣）、駐米大使などを歴任した。

## 生涯
1876年7月17日ロシア帝国の支配下にあったポーランドのビアリストクにユダヤ人の銀行家の家庭に生まれる。本名はメイル・ゲノフ・モイシェーヴィッチ・ヴァラフ=フィンケルシュテイン（Meir Genoch Mojsiejewicz Wallach-Finkelstein）、略してマクス・ヴァラフ（Max Wallach, Макс Ва́ллах）。1898年ロシア社会民主労働党に入党する。1900年キエフ党委員会のメンバーとなる。1901年左翼運動に関係したことを問われて逮捕されるが、直後に逃亡に成功、スイスに亡命する。リトヴィノフは、1903年にボリシェヴィキに参加した、いわゆるオールド・ボリシェヴィキのひとりである。革命運動でも頭角を現し、東奔西走した。ロシア本国と在外亡命者の連絡役として手腕を発揮した他、党機関紙『イスクラ』の編集から、武器の買い入れまで幅広い活動に従事した。1905年の第一次ロシア革命では、サンクトペテルブルクで党の新聞『新生活』の発行に当たった。1906年イギリスに渡り、ロンドンを中心に国際社会主義ビューローで活動する。
1914年第一次世界大戦が勃発すると、イギリスで国際反戦運動に参加している。1915年イギリスの歴史家シドニー・ロウ卿の娘アイビー・ロウと結婚する。1917年ロシア革命（二月革命）が勃発すると、一時ロシアに帰国するが、十月革命後、レーニンによって、ソビエト政権の駐英代表に任命される。しかし、1918年イギリス当局に宣伝活動をしないという英国滞在条件を不履行であるとの理由でゲオルギー・チチェーリンらと共に逮捕される。リトヴィノフらの逮捕は、当時、モスクワで反革命工作に従事したとして逮捕された領事ブルース・ロックハートの一件、いわゆる「ロックハートの陰謀（Lockhart Plot）」に対する復仇であるとされる。結局、外務人民委員（外相）に就任したトロツキーが英国政府に対しチチェーリンとリトヴィノフの釈放を要求し、イギリス駐露大使ジョージ・ブキャナン及びロックハートと交換の形で身柄をロシアに強制送還させた。帰国後、リトヴィノフは、外務人民委員部参与（参事官）に任命され、以後、駐エストニア公使、ジェノバ、ハーグ両国際会議の全権委員を歴任し、1921年以後は、ゲオルギー・チチェーリン外相の下でクレスチンスキー、カラハンとともに、外務次官（外務人民委員代理）を務め、ヨーロッパ・アメリカ担当やヨーロッパ諸国との通商交渉に当たった。

### 外相時代
1930年、スターリンによって、チチェーリンの後任の外相に任命される。外相に就任したリトヴィノフは、前任者のチチェーリンが遂行してきた善隣外交と革命の輸出という二元外交から、ソ連と資本主義諸国との平和的共存に方針を転換する。この方針転換には、レーニン後、世界革命を主張するトロツキーに対して、一国社会主義論を主張したスターリンの指示によるものであった。五カ年計画による社会主義国家建設に邁進するため、対外関係の緊張緩和が優先されたためである。1930年代のリトヴィノフの平和攻勢として、特筆すべきことは、米ソ国交回復と、ソ連を常任理事国にする国際連盟加盟が挙げられる。アメリカは、ロシア革命以来、ソビエト連邦の承認を拒否してきたが、1933年フランクリン・ルーズベルト大統領就任と機を一にして、国交回復に至り、ソ連からは、トロヤノフスキー外務次官が駐米大使として赴任した。国際連盟に関しては従来ソ連は連盟を「資本主義列強による反社会主義同盟」と看做して敵視してきたが、スターリンは連盟を自らの一国社会主義論に必要な国際平和を確保する機関として認識したことにより連盟に加入する。また、ロカルノ条約で相互援助条約を結んでたフランスやチェコスロバキアと仏ソ相互援助条約、チェコスロバキア＝ソ連相互援助条約を締結し、「欧州のある一国」から侵略があれば国際連盟規約第10条や第16条を適用すべく両国が「諸手段」を講ずるとした。さらにケロッグ＝ブリアン条約にも参加、1935年11月18日のイタリアのエチオピア侵攻に対する国際連盟規約第16条による初の制裁発動など1930年代を通じて、リトヴィノフはマルセル・ローゼンベルクやウラジミール・ソコリンらソ連出身の国際連盟事務次長と連携しながら反ファシズム統一戦線のための「集団安全保障外交」を引っ提げた。この他、リトヴィノフは、極東における国境紛争の沈静化などに辣腕を振るった。第二次上海事変により日中戦争が本格的に勃発した時はうれしくて我慢できないほどだったことをフランスのレオン・ブルム副首相に伝えてる。ブルムによると、リトヴィノフは「自分自身もソ連も日本が中国を攻撃したことをこの上なく喜ばしく思っている」、さらに「ソ連は中国と日本の戦争ができるだけ長く続くことを望んでいる」と語った。ソ連は第二次上海事変直後に第二次国共合作に動いた蒋介石の南京政府と不可侵条約を締結して軍事援助を開始し、1938年9月30日には国際連盟は対日経済制裁、1939年1月20日には対中国援助の決議を可決させ、日本包囲網も順調に構築していった。

### 失脚と復帰
しかし、1939年5月外相を突然解任される。リトヴィノフ解任劇の裏には、スペイン内戦への不介入政策やミュンヘン会談でのチェコスロバキアとの相互援助条約の反故などの英仏の宥和政策でスターリンが英仏への猜疑心を募らせ、ドイツの攻勢に焦燥して軍事同盟を交渉してきた英仏を斥けて締結した独ソ不可侵条約があった。ドイツを仮想敵国とする外交政策を立案し、ユダヤ系でもあるリトヴィノフの存在は独ソ接近最大の敵と看做された。リトヴィノフの後任に就任したヴャチェスラフ・モロトフは、ドイツ外相ヨアヒム・フォン・リッベントロップとの間で条約締結に合意し、国際社会は驚愕した（日本では、1939年・昭和14年8月28日平沼騏一郎内閣が「欧州情勢は複雑怪奇」と声明を出して総辞職した）。独ソの秘密議定書に基づく冬戦争でソ連は国際連盟を去ることになり、1941年にリトヴィノフは党中央委員を解任されるまでに至り、完全に影響力を失った。
1941年6月22日バルバロッサ作戦が発動され、独ソ戦が始まると、リトヴィノフは、外務次官に復帰し、イギリスやフランス共和国臨時政府と相互援助条約を結ぶなど西欧との関係修復及び軍事同盟に動いたスターリンとモロトフを補佐し、1941年から1943年まで駐米大使も務め、アメリカとの関係強化に努めた。戦後は、ソ連外交では、目立たない立場ながらも西側諸国との関係改善に力を注いだ。1946年8月外務次官などの公職から退き、年金生活入りする。1951年12月31日モスクワで自動車事故により死去。国葬をもって遇された。
だが後に、ミコヤンは、「あれは事故ではなく、スターリンがもくろんだ陰謀だった」と回想している。暗殺の原因は、駐米大使時代の知人高官達がリトヴィノフの別荘を訪問し、リトヴィノフが対ソ連外交のやり方をアドバイスしたことだったとされる。